# Carbonatatie
Carbonatatie, soms ook carbonatie genoemd, is een chemische reactie waarbij koolstofdioxide reageert met calciumhydroxide waarbij onoplosbaar calciumcarbonaat wordt gevormd (als neerslag). Hiertoe zal de koolstofdioxide eerst oplossen in water. De 2 reacties zijn als volgt:
{\displaystyle {\ce {CO2 + H2O -> H2CO3}}}
{\displaystyle {\ce {Ca(OH)2 + H2CO3 -> CaCO3 + 2H2O}}}

## Civiele techniek

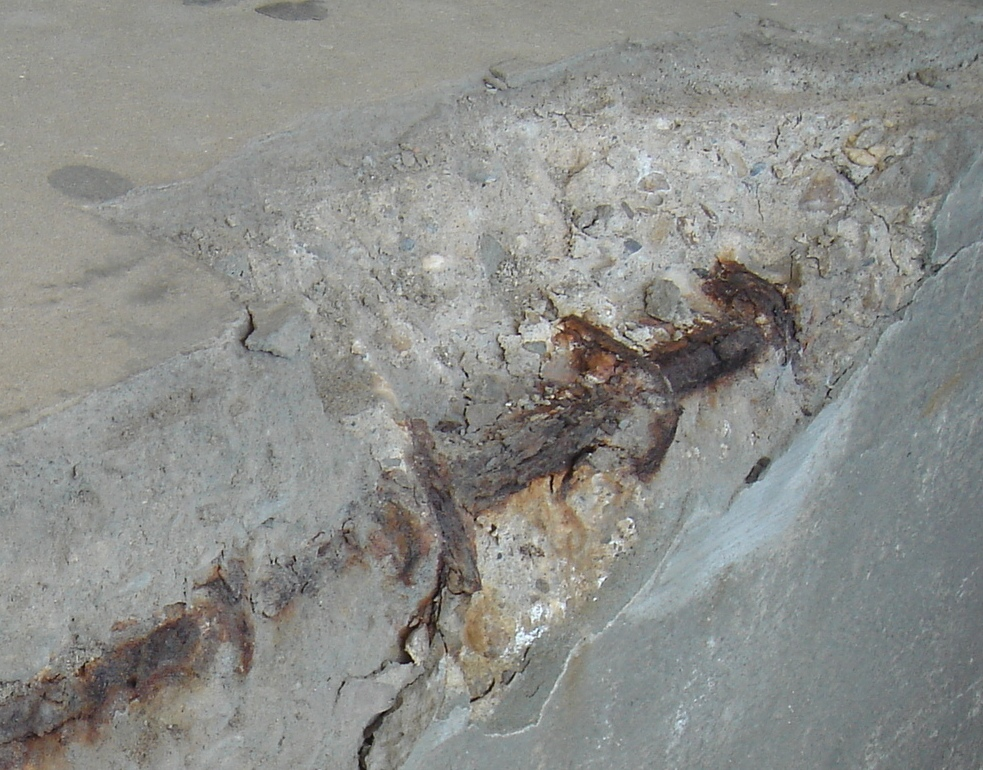
Carbonatatie veroorzaakt corrosie bij betonijzer

In de civiele techniek treedt carbonatatie 'van nature' op in beton. Tijdens de verharding van het beton ontstaat calciumhydroxide (uit cement) wat reageert met kooldioxide uit de atmosfeer. Calciumhydroxide zorgt voor het alkalische milieu in het beton en beschermt zo de wapening. Door de carbonatatiereactie daalt de pH-waarde uiteindelijk tot onder de 8 à 9, waardoor corrosie van de wapening (betonrot) mogelijk wordt.

## Voedingsindustrie
Carbonatatie treedt ook op in het raffinageproces van suiker. Aan het uitgeloogde ruwsap, wordt kalkmelk toegevoegd en door het sap wordt kooldioxide geblazen. Hierbij wordt calciumcarbonaat gevormd wat met de onzuiverheden in de suiker neerslaat en wordt uitgefilterd.

## Waterontharding
Hard water kan worden onthard door toevoegen van kalkmelk en koolzuurgas, het zogenoemde 'Clark-proces' (genoemd naar de Britse chemicus Thomas Clark, 1801–1867). Door de optredende carbonatatiereactie vormen zich onoplosbare calcium- en magnesiumzouten welke neerslaan en uit het water gefilterd worden. Deze vorm van ontharden werd voor het eerst toegepast in 1841 om water uit de rivier de Theems te zuiveren.
In dit proces wordt, voor zover aanwezig, ook ijzer, mangaan en arseen verwijderd.